# Eau (album de Sidilarsen)
Pour les articles homonymes, voir Eau (homonymie).
 (octobre 2012).
Si vous disposez d'ouvrages ou d'articles de référence ou si vous connaissez des sites web de qualité traitant du thème abordé ici, merci de compléter l'article en donnant les références utiles à sa vérifiabilité et en les liant à la section « Notes et références ».
Albums de Sidilarsen
Biotop
(2003) Réactivation Numérique
(2006)
Eau est le deuxième album studio du groupe de metal industriel français Sidilarsen, sorti en 2005.

## Liste des titres
1. A Qui je Nuis, Me Pardonne - 4:07
2. La Fibre - 3:56
3. Fluidité - 5:02
4. La Morale de la Fable - 3:15
5. Elle me Tend Toujours la Main - 4:35
6. La Parole - 4:06
7. Surhomme - 3:14
8. Le Fer - 3:54
9. Prédiction - 6:56
10. De Temps à Autre - 2:54
11. Ethéreal - 3:40

## Crédits
- Sabash — guitare
- Viber — guitare, voix
- Turbo — batterie, programmation
- Didou — voix, programmation
- Fryzzzer — basse, programmation